# Dag Taeldeman
Dag Taeldeman is een Belgisch muzikant en componist. Taeldeman werd vooral bekend als de oprichter en frontman van de voormalige rockband A Brand.
Taeldeman werkt naast A Brand vaak samen met Jan Fabre. De samenwerking ontstond nadat Taeldeman hoorde dat Fabre op zoek was naar een bassist / trompettist, en Taeldeman na zijn auditie werd aangeworven, echter niet als muzikant maar als acteur voor de voorstelling As long as the world needs a warrior's soul.
Taeldeman componeerde nadien de muziek bij Fabres stukken Je suis sang (2001), Orgy of tolerance (2009), Prometheus, Landscape II (2011), Mount Olympus (2015) en The Generosity of Dorcas (2018).

## Discografie
| Album met hitnotering(en) in de Vlaamse Ultratop 200 albums | Datum van verschijnen | Datum van binnenkomst | Hoogste positie | Aantal weken | Opmerkingen |
| ----------------------------------------------------------- | --------------------- | --------------------- | --------------- | ------------ | ----------- |
| Mount Olympus                                               | 12-02-2016            | 13-02-2016            | 188             | 1            |             |

- MusicBrainz: 34c64359-6755-4e88-801d-5634e2e879ce
- Système universitaire de documentation: 224710702
- Virtual International Authority File: 27343738